# Złoczew (gmina w guberni kaliskiej)
Złoczew – dawna gmina wiejska istniejąca przejściowo w XIX wieku w guberni kaliskiej. Siedzibą władz gminy była osada miejska Złoczew.
Gmina Złoczew powstała 19 maja?/31 maja 1870 w powiecie sieradzkim, w związku z utratą praw miejskich przez miasto Złoczew i przekształceniu jego w wiejską gminę Złoczew w granicach dotychczasowego miasta.
Przez pewien czas istniały równocześnie dwie wiejskie gminy Złoczew (gmina wiejska Złoczew istniała już w 1866 roku), lecz w 1874 obie gminy połączono w jedną gminę Złoczew.
Po I wojnie światowej Złoczew stał się ponownie odrębną jednostką administracyjną (gminą miejską), po przywróceniu mu praw miejskich 7 lutego 1919 roku.